# 察哈尔都统
察哈尔都统是清朝政府设置、中华民国北洋政府沿用的一个职务。清代为管理八旗察哈爾的武官职务，北洋时期传化为民政官职:14。

## 历史沿革

### 清代
清“康熙十四年（1675年），设游牧察哈尔八旗时，以迁察哈爾部衆于宣化府、大同府边外，编为八旗如内制。三十八年（1699年），增设总管，初隸八旗蒙古都统，后又增设都统驻张家口。乾隆二十六年（1761年）增设都统、副都统以下官职有差”（载《钦定八旗通志：兵制志》卷三十二）。
清乾隆二十六年（1761年）十月，清廷增设察哈尔都统、副都统之分，驻地在万全县张家口，统辖八旗四牧群。十一月，任命镶蓝旗宗室嵩椿为都统，正蓝旗满洲常青为副都统。乾隆二十七年（1762年）五月，巴尔品代察哈尔都统。是年，在张家口上堡建察哈尔都统署。宣统三年（1911年）9月，清廷任命馮國璋为察哈尔都统，馮國璋未到任，由何宗蓮署理:14。终清一代，除冯国璋、何宗莲外，担任过此职的汉族官员仅有黄懋澄（代理）一人。其余多为满蒙权贵:71。

### 民国北洋时期
中华民国元年（1912年）9月5日，何宗蓮被任命为察哈尔署理都统。该职仍专营八旗四牧群事项。
1914年6月14日，北洋政府改察哈尔都统辖区为察哈尔特别区，察哈尔特别区范围包括八旗察哈尔和锡林郭勒盟等地。北洋时代的察哈尔都统兼管特别区民政，成为该地行政长官。至1928年前，共历八位察哈尔都统。1928年10月，察哈尔特别区改为察哈尔省，废除都统公署和都统，改为省政府委员会和省主席:14。

## 清代历任察哈尔都统
- 嘉庆年间，十一人、十二任：
  - 博兴、觀明、佛爾卿額、贡楚克札布（两任）、庆怡、兴肇、成寧、祥保、伊冲阿、庆溥、富兰[2]:71
- 道光年间，二十人、二十二任：
  - 松筠、庆惠、富兰、瑚松額、和世泰、博启图、安福、福克精额（署）、武忠额（署后担任）、凯音布（署后担任）、苏勒通阿（署后担任）、乐善、赛尚阿、布彦泰、璧昌、铁麟（代后担任，三任）、禄普、裕诚、双德、庚福（署）[2]:71
- 咸丰年间，五人、七任：
  - 恒春、西凌河（两任）、花山太（署）、庆昀（署后担任，两任）、穆隆阿（署后担任）[2]:71
- 同治年间，六人、八任：
  - 阿克敦布、福兴、文盛、額勒和布（两任）、庆春（两任）、奎昌（署）[2]:71
- 光绪年间，二十人、十九任：
  - 瑞联、春福、穆图善、景丰、祥亨、谦禧、吉和、永德、紹祺、托伦布、奎斌、德铭、祥麟、芬车（未到任）、奎顺（代后担任）、升允、溥颋、松寿、額勒渾（護）、诚勋[2]:71
- 宣统年间，四人、三任：
  - 溥良、黄懋澄（署）、馮國璋[2]:71（未到任[1]:14）、何宗蓮（署）[2]:71